# فهد البیشی
فهد البیشی (عربی: فهد الهریفي البیشي؛ زادهٔ ۱۰ سپتامبر ۱۹۶۵) بازیکن سابق فوتبال اهل عربستان سعودی است.
وی در تیم ملی فوتبال عربستان از سال ‍۱۹۸۵ تا ۱۹۹۴ بازی انجام داده‌است و عضو این تیم در جام جهانی فوتبال ۱۹۹۴ بوده‌است.